# Pure Lake Park
Pure Lake Park är en park i Kanada.   Den ligger i North Coast Regional District och provinsen British Columbia, i den sydvästra delen av landet, 4 100 km väster om huvudstaden Ottawa. Pure Lake Park ligger 67 meter över havet.
Terrängen runt Pure Lake Park är platt. Trakten runt Pure Lake Park är nära nog obefolkad, med mindre än två invånare per kvadratkilometer.. Närmaste större samhälle är Masset, 16,9 km norr om Pure Lake Park. 
I omgivningarna runt Pure Lake Park växer i huvudsak barrskog.